# Valea Orlei, Prahova
Valea Orlei este un sat în comuna Bucov din județul Prahova, Muntenia, România. Se află în partea central-estică a județului, în Subcarpații de Curbură. La recensământul din 2002 avea o populație de 154 locuitori.
 Acest articol despre o localitate din județul Prahova este deocamdată un ciot. Puteți ajuta Wikipedia prin completarea lui.